# Torill Ravnaas
Torill Ravnaas (Fevik, Noruega; 17 de marzo de 1948) es una cantante y actriz noruega.

## Carrera

### Noruega
Torill Ravnaas hizo su debut como cantante con la discográfica Triola a los 17 años con el sencillo «Jeg vil dra min venn».
En 1967, participó en el Melodi Grand Prix 1967 interpretando «Dukkemann» junto a una pequeña banda. La canción también fue interpretada por Kirsti Sparboe con una orquesta, y esta resultó ganadora del certamen.
En 1973, Ravnaas contribuyó al álbum de Stein Ingebrigtsen Sommershow.

### Estados Unidos
Torill Ravnaas desempeñó varias funciones en espectáculos y series de televisión en los Estados Unidos y, en 1978, grabó su álbum Torill.

## Discografía

### Solo
- Torill (1978)

### Varios artistas
- Sommershow (1973)